# Forte del Santissimo Salvatore
Il Forte del Santissimo Salvatore è una fortezza posta all'ingresso del porto di Messina.

## Storia
Sorge sulla stretta penisola di San Raineri che con la sua caratteristica forma a falce caratterizza il grande porto naturale di Messina.
La progettazione della fortezza è attribuita all'architetto militare Pietro Antonio Tomasello, ingegnere regio,  e al suo successore nella stessa carica Antonio Ferramolino, due tecnici che portarono nell'isola le nuove forme della fortificazione alla moderna. Tomasello progettò intorno al 1534 una fortezza con un bastione circolare sull'estremità della penisola. 
Poi, nel 1540, Don Ferrante Gonzaga, Viceré di Sicilia fece progettare una struttura più estesa a Ferramolino, nell'ambito della realizzazione di un imponente sistema difensivo esteso all'intera città, ordinata dall'Imperatore Carlo V d'Asburgo quando aveva visitato la città nel 1535, con grandi festeggiamenti, durante il suo viaggio in Italia.
Il suo nome deriva dal fatto che fu costruito nel luogo in cui esisteva l'antica sede dell'Archimandritato del Santissimo Salvatore. Per ordine di Carlo V il monastero fu demolito per poter fortificare l'accesso al porto e ricostruito nell'area oggi occupata dal Museo Regionale.
La costruzione inglobò inoltre la torre medievale di sant'Anna, la cui base è ancora riconoscibile all'interno del forte.
La fortezza venne espugnata dagli insorti messinesi durante la rivolta antispagnola del 1674.
Nel 1861 la fortezza venne espugnata dall'esercito garibaldino.
La struttura subì gravi danni e successive modifiche per l'esplosione del deposito delle polveri nel XVII secolo e poi a causa dei terremoti del 1783 e del 1908.
Nel 1934 venne inaugurata la Stele della Madonna della Lettera, dedicata alla santa patrona della città, dal pontefice Pio XI che da Roma azionò un congegno costruito da Guglielmo Marconi per comandare a distanza l'illuminazione elettrica. L'opera fu voluta dall'allora arcivescovo di Messina Mons. Angelo Paino.
Con Decreto Dirigenziale nº1 del 5 gennaio 2004 del Comando Generale del Corpo delle Capitanerie di Porto è stato costituito il Reparto Supporto Navale G.C. con sede nella Base Navale della Marina Militare di Forte san Salvatore
Il Forte appartiene ancora oggi al Demanio Militare.

## Caratteristiche architettoniche

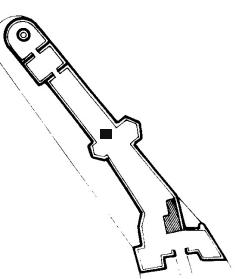
La pianta della fortezza

La struttura difensiva, costruita per difendere l'ingresso al porto, presenta una sagoma bassa ed una forma allungata essendo posta sulla punta della penisola di cui ne asseconda la conformazione. Sul culmine della fortezza si trova una struttura semicilindrica, residuo di un bastione circolare che rappresentava in nucleo originario del progetto di Pietro Antonio Tomasello. Viene detto forte "Campana" e su di esso si trova la stele dedicata alla Madonna della Lettera, alta 35 metri, costruita in cemento armato e rivestita in pietra di Trapani, sormontata dalla statua bronzea alta 7 metri raffigurante la Madonna benedicente, che è diventata uno dei simboli della città.